# Mike Warren
Pour les articles homonymes, voir Warren.
Mike Warren (né en 1964) est un homme politique de Pitcairn. Il est maire de la dépendance britannique du 9 décembre 2007 au 1er janvier 2014. Il succède à Jay Warren. 

## Biographie
Mike Warren est maire de Pitcairn de 2008 à 2013.

## Affaires judiciaires
Il est condamné pour détention d'images pédopornographiques téléchargée alors qu'il travaillait pour le bureau de la protection de l'enfance et pour avoir engagé une correspondance électronique à caractère sexuel avec une mineure de 15 ans.
Il est aussi arrêté pour exhibitionnisme sexuel en 2020. La police a aussi vu qu'il le pratiquait depuis 2001.